# Stefan Gębarski
Stefan Gębarski (1864, Żuraw u Piotrkowa Trybunalského – 11. května 1920, Varšava) byl polský učitel, spisovatel a redaktor.
Gębarski působil jako učitel a vedl literární oddělení v tehdy nejpopulárnějším dětském časopise Przyjaciel Dzieci. Ve své době byl velmi čteným a oceňovaným autorem populární lidové četby a knih pro mládež, z nichž nejznámější je dobrodružný příběh Robinson tatrzański (1896, Tatranský Robinson), který se odehrává ve Vysokých Tatrách v první polovině 19. století, ale ve kterém je mnoho chyb v popisu horské přírody. Ve svých historických románech se pak snažil atraktivním a přístupným způsobem šířit znalosti o národních i světových dějinách. Koncem života však trpěl nouzí a zemřel v zapomnění.

## Výběrová bibliografie
- Robinson tatrzański (1896, Tatranský Robinson),
- Gród Molocha (1898, Molochův hrad),
- W imię Boże (1899, Ve jménu Božím),
- Z życia Adama Mickiewicza 1900, Ze života Adama Mickiewicze),
- Zdobycie Konstantynopola (1901, Dobytí Cařihradu),
- Rycerze św. Kingi (1902, Rytíři svaté Kunhuty),
- Mikołaj Kopernik (1906, Mikuláš Koperník),
- Odwieczne boje (1908, Odvěké boje),
- Szpieg Dioklecjana (1913, Diokleciánův špeh).

## Česká vydání
- Tatranský Robinson, B. Stýblo, Praha 1919, přeložil Jan Václav z Finberka